# Памятник Валерию Лобановскому (Киев)
Памятник Валерию Лобано́вскому — памятник тренеру киевского «Динамо» Валерию Лобановскому выполнен скульптором Владимиром Филатовым и архитектором Василем Клименко.

## Описание памятника
Тренер Валерий Лобановский сидит на скамье и как бы наблюдает за футбольной игрой. Размер скульптуры — три с половиной метра. Постамент памятника реализован в форме огромного футбольного мяча, на котором есть подпись В. Лобановского. Фрагменты постамента были выполнены из стекла, в котором есть экран, показывающий эпизоды карьеры из жизни Валерия Васильевича Лобановского.

## История
В 2003 году памятник был открыт на территории стадиона «Динамо» (ныне — стадион «Динамо» имени Лобановского). В конце декабря 2013 года памятник перенесли на новое место — ко входу на территорию стадиона около перекрёстка улицы Михаила Грушевского и Петровской аллеи.
Во время Евромайдана памятник оказался в эпицентре конфликта и был повреждён. Во избежание дальнейшего повреждения от камней, пуль и гари от автомобильных покрышек, памятник обернули в огнестойкий брезент. Впоследствии памятник был отмыт и отреставрирован. 